# Patata quarantina gialla
La Quarantina Gialla o Giana Riunda è una varietà di patata tradizionalmente coltivata sull'Appennino Ligure.
Un tempo particolarmente diffusa in valle Sturla, sull'altopiano di Marcarolo e in alta valle Scrivia, oggi è conservata e promossa dal Consorzio della Quarantina.

## Caratteristiche
Il tubero risulta di forma irregolare e tondeggiante, la buccia di colore tendente al crema mentre la pasta colore giallo paglierino. Matura velocemente.

## Origine
L'origine del nome viene scomposto in:
- Quarantina, con tale termine si indicano le varietà a cicli colturali brevi e
- Gialla, per via della colorazione tipica che assume la polpa.

Già nota negli anni 1880 chiamata anche Gialla di Entracque o Giana Riunda o Franseize

## Sinonimi
Franseize, Franseize de Servaesa, Giana de Masùn, Giana Riunda.

## Cucina
La Giana Riunda mantiene bene la cottura, è versatile e adatta per tutte le preparazioni. Per apprezzarne in pieno il sapore, è preferibile cucinarla al vapore e con la buccia.

## Feste
- Rovegno (val Trebbia), prima domenica di ottobre: Sagra della patata e festa della Quarantina.

## Varietà di patata tradizionali della Liguria
- Cabannese
- Cannellina Nera
- Morella
- Quarantina Bianca Genovese
- Quarantina Prugnona